# Сандунова, Елизавета Семёновна

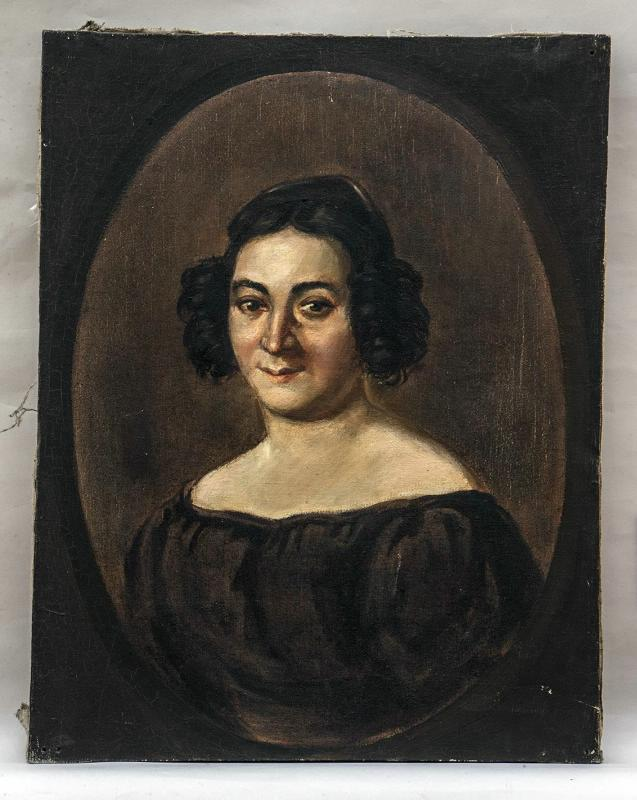
Портрет Е.С.Сандуновой

Елизавета Семёновна Сандунова, до замужества Федорова, сценический псевдоним Уранова (1772(76) г. — 3 декабря 1826, Москва) — русская актриса и певица (лирико-драматическое сопрано, меццо-сопрано).

## Биография
Воспитанница Петербургского театрального училища. Её учителями были: по вокалу — Джованни Паизиелло и Висенте Мартин-и-Солер, Джузеппе Сарти, драматическое искусство изучала под руководством Ивана Дмитревского. На сцене с 1790 года. Елизавета Семёновна не только обладала невероятно красивым голосом, но и была замечательной драматической актрисой.
Широкую известность получила история замужества Урановой: чтобы избавиться от «ухаживаний» графа А. А. Безбородко, препятствовавшего её браку с Силой Сандуновым, она обратилась за заступничеством к императрице Екатерине II прямо во время спектакля в Эрмитажном театре. Императрица уволила директоров театров Храповицкого и Соймонова, потворствовавших притязаниям Безбородко.
«Сандуновская история» способствовала закреплению за Екатериной репутации добросердечной и милостливой государыни, что было важно на фоне преследования Н. И. Новикова, А. Н. Радищева и других инакомыслящих. Среди историков бытует мнение, что это театральное разоблачение «злодеев», идеально соответствовавшее эстетике нарождавшегося сентиментализма, состоялось если не по инициативе императрицы, то с её ведома. Пушкин изобразил похожую сцену в романе «Капитанская дочка». Венчание Урановой и Сандунова состоялось 14 февраля 1791 года в дворцовой церкви. Императрица сама «убирала невесту к венцу».

В 1794 году Сандуновы переехали в Москву. Лучшей ролью Сандуновой на сцене Москвы была Настасья-боярышня в опере «Старинные святки» (муз. Франца Блима, либретто А. Ф. Малиновского). Особенно было памятно москвичам её выступление в «Старинных святках» в 1812 году, после сражений при Кобрине и Клястицах:
Сандунова по обыкновению запела «Слава Богу на небе, слава!» и, когда публика ожидала продолжения арии, она вдруг остановилась, подошла к рампе и с чувством самого пламенного патриотизма провозгласила: 

«Слава храброму Витгенштейну, 

Поражавшему силы вражеские, слава! 

Слава храброму генералу Тормасову, 

Поборовшему супостата нашего, слава!» 

Театр содрогнулся от аплодисментов и криков «ура!». Певицу заставили три раза повторить эту выходку, и три раза реакция зала была той же. Во время оваций она отступила несколько назад, и, когда зрители ожидали очередного повторения, она потрясла театр ещё сильнее. Сандунова стала приближаться к авансцене медленной походкой, лицо её было печально, тихим и дрожащим голосом она пропела: 

«Слава храброму генералу Кульневу, 

Положившему живот свой за отечество!» 

По воспоминаниям современников, все в зале зарыдали, плакала и певица.
После Отечественной войны, в 1813 году, Сандуновы возвратились в Петербург. В этот период лучшей ролью Елизаветы Семёновны стала Делия в опере «Весталка». Драматическая игра её отличалась естественностью. Сандунова прославилась и как концертная исполнительница русских народных песен: «Лучины», «Чернобровый, черноглазый», «В поле липонька стояла» и других. Благодаря Сандуновой русская сцена обрела талантливого комика: для постановки «Редкой вещи» Мартина-и-Солера Елизавете Семёновне нужен был актёр на роль Титты, её выбор пал на неизвестного тогда В. И. Рязанцева.

## Роли Сандуновой
- «Князь-невидимка» К. А. Кавос — Прията;
- «Илья-богатырь» К. А. Кавос — Русида;
- «Днепровская русалка» Ф. Кауэр, переработка С. И. Давыдова — Леста;
- «Весталка» Г. Спонтини — Делия (26 октября 1812 года, первое исполнение оперы в России);
- «Старинные святки» Франц Блима — Настасья-боярышня;
- «Редкая вещь» В. Мартин-и-Солер — Гита;
- «Волшебная флейта» В. А. Моцарт— Царица ночи.